# Kamisama kazoku
Kamisama kazoku (japanska: 神様家族?) är en harem-anime baserad på en serie light novels skrivna av Yoshikazu Kuwashima.

## Handling
Kamiyama Samatarō är en guds son och måste leva i den mänskliga världen för att lära sig människans natur och moral för att en gång kunna ta över sin fars arbete som gud. Hans närmaste vän, Tenko, är också en ängel vars uppdrag är att beskydda honom. En dag börjar en ny tjej på deras skola, Kumiko. Samatarō blir kär direkt, och saker börjar hända.

## Rollfigurer
Kamiyama Samatarō (神山 佐間太郎) är den blåhåriga huvudpersonen som en dag ska ta över sin fars arbete som gud.
Tenko (テンコ) är Samatarōs närmaste kompis. Hon är rödhårig och ängel.
Kamiyama Osamu (神山 治) är far till Samatarō och Samatarōs två systrar Misa och Meme och gift med Venus. Han är gud.
Kamiyama Venus (神山 ビーナス) är kärlekens gudinna och Samatarōs mamma.
Misa Kamiyama (神山美佐) är Samatarōs storasyster och en blivande gudinna.
Kamiyama Meme (神山メメ) är Samatarōs lillasyster och en blivande gudinna.

## Avsnitt
Det finns sammanlagt 13 avsnitt:
| Avsnitt                                                                                      | Namn                                                                 | Första sändning |
| -------------------------------------------------------------------------------------------- | -------------------------------------------------------------------- | --------------- |
|                                                                                              |                                                                      |                 |
| 01                                                                                           | "Do you Believe in God?" "Kamisama shinjimasuka?" (神様信じますか？) | 2006-05-18      |
| Första avsnittet beskriver Samatarōs och Tenkos dagliga liv, och hur de två träffade Kumiko. |                                                                      |                 |
|                                                                                              |                                                                      |                 |

## Röstskådespelare
- Tenko - Koshimizu Ami
- Samatarō Kamiyama - Kishio Daisuke
- Kumiko Komori - Maeda Ai
- Osamu Kamiyama - Ebara Masashi
- Venus Kamiyama - Katsuragi Nanaho
- Misa Kamiyama - Touma Yumi
- Meme Kamiyama - Kanda Akemi
- Lulu - Hirohashi Ryō
- Lulu (som barn) - Kaneda Tomoko
- Shinichi Kirishima - Miura Hiroaki
- Ai Tachibana - Noto Mamiko
- Fumiko - Kouda Mariko
- Suguru - Takato Yasuhiro

## Musik
- Intro: "Brand New Morning" av Mai Mizuhashi
- Utro: "Toshokan dewa oshiete kurenai, tenshi no himitsu" (図書館では教えてくれない、天使の秘密) av Miraku [Mai Mizuhashi, Mayu Kudō och Fumika Iwaki]